# Limbi baltice de est
Limbile baltice de est sau orientale sunt un grup de limbi care, împreună cu limbile baltice de vest dispărute, fac parte din familia de limbi baltice. Dintre limbile baltice, doar două limbi mai sunt vorbite: letona și lituaniana. În unele cazuri, latgaliana și samogitiana sunt considerate limbi separate, dar în general sunt tratate ca dialecte. Acestea includ, de asemenea, câteva limbi dispărute: seloniana, semigaliana și posibil curoniana.
Lituaniana este cea mai vorbită limbă baltică, cu peste 3 milioane de vorbitori la nivel mondial, urmată de letonă, cu 1,75 milioane de vorbitori nativi.

## Istoric

### Origini
Limbile baltice de est erau probabil originare din nordul Europei de Est, care includea Letonia modernă, Lituania, părțile nordice ale Rusiei europene actuale și Belarus. Balticii de pe Nipru, un subgrup al balticilor de est, trăiau pe teritoriul actual al Moscovei, cel mai îndepărtat teritoriu estic necontestat în care au locuit poporul baltic de est.

### Diferența dintre balticii de est și vest
În general, se crede că popoarele baltice de vest și de est aveau deja trăsături unice care i-au separat la mijlocul ultimului mileniu î.e.n. și au început să se despartă definitiv între secolele V-III î.e.n. În această perioadă, balticii din vest și din est au adoptat tradiții și obiceiuri diferite. Aveau tradiții separate în ceea ce privește prelucrarea ceramicii și construcția de case. În plus, ambele popoare aveau propriile obiceiuri de înmormântare: spre deosebire de cei din vest, se crede că balticii estici și-ar fi incinerat morții, cenușa acestora împrăștiind-o pe pământ sau în râurile și lacurile din apropiere. Este de asemenea cunoscut faptul că balticii din est au fost mult mai expuși la influențele culturale aduse de vecinii balto-finici din nord-est.

## Caracteristici
Limbile baltice de est sunt mai inovatoare (s-au schimbat mai mult)  decât cele vestice, letona fiind cea mai modernă limbă baltică. Acest fapt se datorează în mare parte contactului lingvistic cu limbile balto-finice, ca de exemplu în cazul accentului. Limbile dispărute din cadrul familiei estice sunt puțin cunoscute, fiind practic neatestate. Cu toate acestea, din analiza hidronimelor și a împrumuturilor lingvistice, se știe că seloniana și curoniana au păstrat vocalele nazale *an, *en, *in, *un. De asemenea, seloniana, semigaliana și latgaliana veche au transformat velarele *k, *g în *c, *dz și sunetele *š, *ž în *s, *z. Această trăsătură poate fi observată atât în hidronime și toponime (e.g. Zirnajai, Zalvas, Zarasai ) cât și în cuvintele de împrumut păstrate în dialectele letonei și lituanienei.
Se crede că semigaliana ar fi avut un pronume invariabil, care corespunde cuvântului lituanian savo, savi (e.g. sem. Savazirgi, litu. savi žirgai „caii proprii/cuiva”). De asemenea, balticii de est au transformat în unele cazuri diftongul *ei într-un monoftong similar cu contemporanul *ė. Această inovație gramaticală a dus ca mai târziu lituaniana și letona să posede diftongul *ie (e.g. lituaniană: dievas, letonă: dievs „zeu”).